# 久違的唇彩
《久違的唇彩》是中國女子偶像團體AKB48 Team SH的第10張EP，也是創團五週年紀念粉絲嘉年華的應援專輯，分別收錄了主打曲《久違的唇彩》、《拉布拉多尋回犬》、《制服真礙事》、《Flying Get》及伴奏。主打曲由朱苓擔任中心位置。

## 概要
《久違的唇彩》翻唱自AKB48第60張單曲《久違的Lip Gloss》。

## 發行歷史
2023年
- 4月8日，在AKB48 Team SH 3rd Stage「遇見你後，夏天開始了。」公布第10張EP主打曲為《久違的唇彩》及發表選拔成員。
- 原計劃於7月22日《BW2023》舞台初披露的主打曲《久違的唇彩》，由於歌曲監修與製作週期原因，暫無法提前披露。
- 10月4日，在「螢火蟲動漫遊戲嘉年華」主打曲《久違的唇彩》初披露。
- 12月6日，發布主打曲《久違的唇彩》MV預告。
- 12月8日，發布主打曲《久違的唇彩》正式版MV及其音源。
- 12月15日，發布收錄歌曲《拉布拉多尋回犬》音源。
- 12月22日，發布收錄歌曲《制服真礙事》音源。
- 12月29日，發布收錄歌曲《Flying Get》音源。

## 收錄曲目
| CD       | CD                        | CD                                                  | CD         | CD       | CD                  | CD    |
| 曲序     | 曲目                      |                                                     | 作曲       | 编曲     | 原曲                | 时长  |
| -------- | ------------------------- | --------------------------------------------------- | ---------- | -------- | ------------------- | ----- |
| 1.       | 《久違的唇彩》            | 秋元康（原詞）、龙世杰（中文填詞）                  | 川浦正大   | APAZZI   | 《久違的Lip Gloss》 | 5:12  |
| 2.       | 《拉布拉多尋回犬》        | 秋元康（原詞）、小潼（中文填詞）                    | 丸谷マナブ | 佐々木裕 | 《拉布拉多獵犬》    | 4:50  |
| 3.       | 《制服真礙事》            | 秋元康（原詞）、梁雪（中文填詞）                    | 井上義正   | 井上義正 | 《制服真礙事》      | 4:46  |
| 4.       | 《Flying Get》            | 秋元康（原詞）、王雷（中文填詞）、王琦 （中文填詞） | 炭田慎也   | 生田真心 | 《飛翔入手》        | 4:12  |
| 5.       | 《久違的唇彩》 (伴奏)     |                                                     |            |          | 《久違的Lip Gloss》 | 5:12  |
| 6.       | 《拉布拉多尋回犬》 (伴奏) |                                                     |            |          | 《拉布拉多獵犬》    | 4:50  |
| 7.       | 《制服真礙事》 (伴奏)     |                                                     |            |          | 《制服真礙事》      | 4:46  |
| 8.       | 《Flying Get》 (伴奏)     |                                                     |            |          | 《飛翔入手》        | 4:12  |
| 总时长： | 总时长：                  | 总时长：                                            | 总时长：   | 总时长： | 总时长：            | 38:00 |

## 選拔成員

### 久違的唇彩
（中心成員：朱苓）
- 正式成員：陳嘉意、桂楚楚、漸薔薇、孔珂昕、毛唯嘉、邱笛爾、沈瑩、施可妍、王曉陽、魏新、吳安琪、葉知恩、曾鸶淳、朱景晨、朱苓、周念琪、鄒若男
- 研修生：张艺琳

朱苓首次擔任中心成員；上張EP的選拔成員之中，劉念與張倩霏未進入本次選拔名單。
MV於2023年5月份在澳門拍攝。

### 拉布拉多尋回犬
（中心成員：朱苓）
- 正式成員：桂楚楚、渐蔷薇、孔珂昕、毛唯嘉、邱笛尔、沈莹、施可妍、吴安琪、叶知恩、周念琪、朱景晨、朱苓
- 研修生：李佳慧、刘念、张嘉哲、张艺琳

### 制服真礙事
（中心成員：李佳慧）
- 正式成員：陈嘉意、桂楚楚、孔珂昕、毛唯嘉、邱笛尔、王安妮、王晓阳、沈莹、施可妍、吴安琪、叶知恩、周念琪、朱景晨、朱苓
- 研修生：李佳慧、刘念

### Flying Get
（中心成員：劉念）
- 正式成員：陈嘉意、龚露雯、桂楚楚、孔珂昕、毛唯嘉、邱笛尔、王安妮、王晓阳、沈莹、施可妍、吴安琪、叶知恩、周念琪、朱景晨
- 研修生：李佳慧、刘念